# Distrito de Lewes
Lewes es un distrito no metropolitano del condado de Sussex Oriental, al sur de Inglaterra. Su superficie es de 292.1 km² y su población estimada, a mediados de 2019, es de 103,268 habitantes.
Su nombre deriva de su capital, Lewes. Otras ciudades del distrito son Newhaven, Peacehaven, Seaford y Telscombe.
El distrito fue formado el 1 de abril de 1974 por la Ley de Gobierno Local de 1972, y resultó de una fusión entre el antiguo municipio (borough) de Lewes con los distritos urbanos Newhaven y Seaford y el distrito rural Chailey.